# Mario Anguiano Moreno

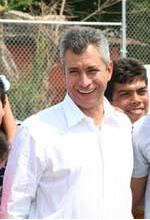
Mario Anguiano Moreno

Mario Anguiano Moreno (Tinajas, 15 augustus 1962) is een Mexicaans politicus van de Institutioneel Revolutionaire Partij (PRI). Van 2009 tot 2015 was hij gouverneur van Colima.
Anguiano studeerde economie aan de Universiteit van Colima. Van 2003 tot 2006 was hij afgevaardigde in het congres van Colima en van 2006 tot 2009 burgemeester van Colima-stad. In 2009 werd hij tot gouverneur gekozen; hij versloeg met een krappe marge Martha Sosa Govea.